# Tablas de Heraclea

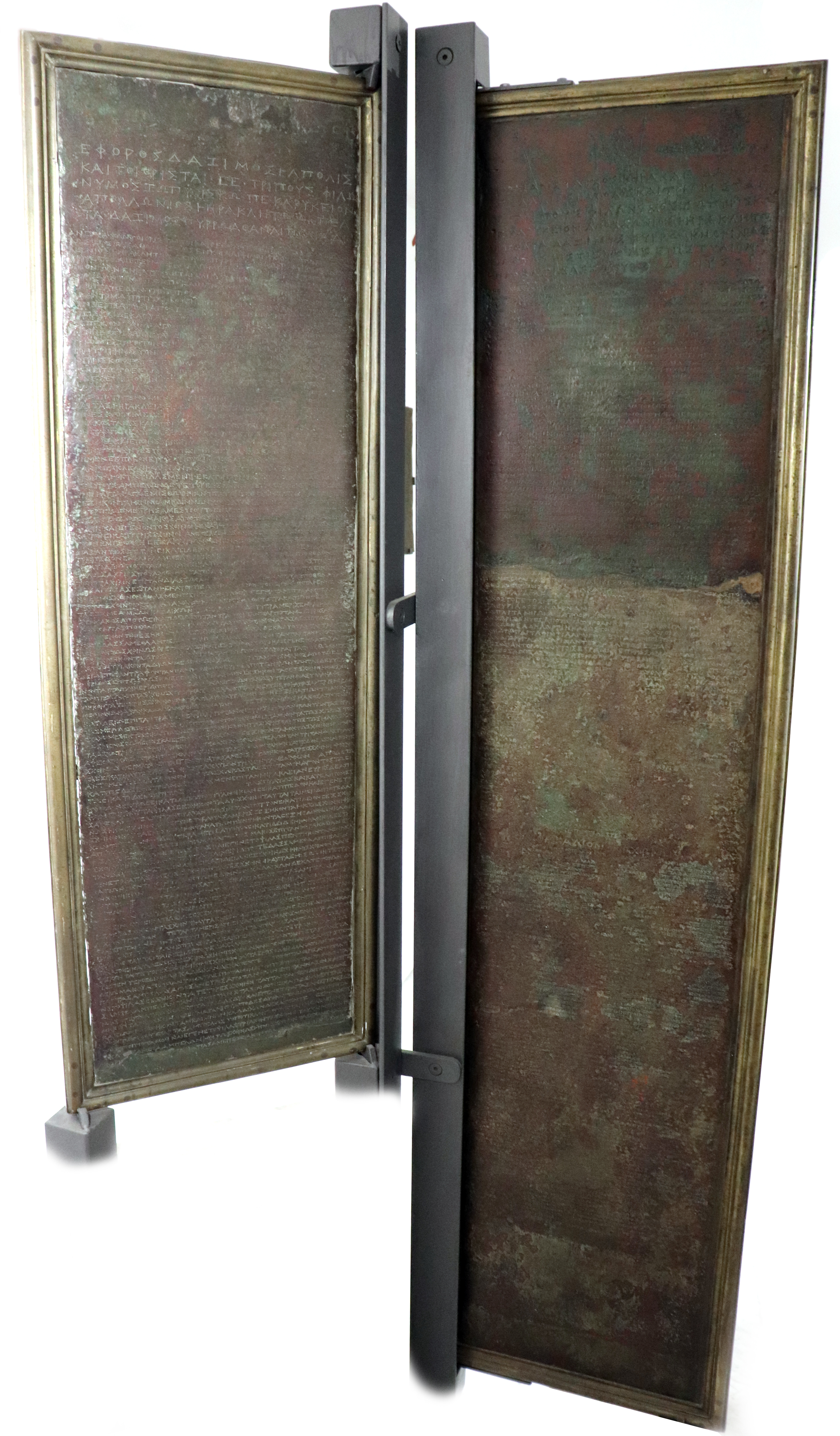

Las Tablas de Heraclea (Lat. Tabulae Heracleenses) son tablas de bronce que fueron encontradas a poca distancia del sitio de Heraclea de Lucania, en dirección a Metaponto. Son importantes para el estudio del derecho romano.

## Contexto
Como consecuencia de haber aceptado la ciudadanía romana en el 89 a. C., Heraclea se convirtió en municipium, y las Tabulae Heracleenses contienen una larga inscripción en latín relacionada con los reglamentos municipales de Heraclea, que forma parte de una copia de una ley más general, la Lex Iulia Municipalis, emitida en el 45 a. C. para la regulación de las instituciones municipales de los pueblos de toda Italia. Este documento es una referencia importante para el derecho municipal de la antigua Italia; está grabado en dos tablillas de bronce, en el reverso de las cuales hay una larga inscripción griega de fecha anterior, probablemente del siglo III a. C., que define los límites de las tierras pertenecientes a varios templos.

## Historia de las tablas
Las tablas estaban separadas, y la mayor estaba en dos fragmentos. Fueron encontrados entre el 1732 y 1735, en el lecho del río Cavone.
Un fragmento fue comprado por Francesco Ficoroni y llevado a Inglaterra, donde fue vendido a Brian Fairfax el joven. Tras la muerte de Fairfax en 1749, fue comprado por Philip Carteret Webb . Finalmente fue devuelto a Nápoles en 1752. Las tablas se encuentran ahora en el Museo Arqueológico Nacional de Nápoles.

## Estudio académico
La inscripción latina fue publicada por primera vez por Michel Maittaire en 1735. Heinrich Eduard Dirksen (Berlín, 1817–1820) y Friedrich Carl von Savigny han hecho comentarios legales, en su Vermischte Schriften vol. iii. Ambas inscripciones fueron publicadas con comentarios por Alessio Simmacho Mazzocchi (1684–1771) (2 vols. fol. Nápoles, 1754, 1755). La otra inscripción está en griego dórico.

## Otras lecturas
- (en francés) Henri Legras (1907), La table latine d'Héraclée: (la prétendue Lex julia municipalis); archive.org.
- (en italiano) Arianna Uguzzoni, Franco Ghinatti (1968), Le tavole greche di Eraclea.